# Coalescence (RMN)
En spectroscopie RMN, la coalescence est le rapprochement, puis l'addition des signaux de deux rotamères qui se produisent quand l'échantillon est porté à une certaine température, dite de coalescence.

## Principe
Lorsque deux rotamères ont une barrière énergétique importante et que la température de l'échantillon n'est que de 25 °C, on observe un dédoublement des signaux mais ces signaux restent bien définis. Par exemple, le DMF qui a une énergie de rotation de 88 kJ/mol pour la liaison C—N de la fonction amide.
Lorsqu'on augmente la température de l'échantillon, on accélère l'interconversion des rotamères, ce qui se traduit par (de gauche à droite dans le schéma ci-dessous) :
1. - Le rapprochement des signaux : la RMN détecte la moyenne des déplacements chimiques et tend donc vers une valeur moyenne des rotamères ;
  - L'élargissement des pics : lorsque l'interconversion entre les rotamères n'est ni très lente ni très rapide, on observe un élargissement des pics ;
2. Un rapprochement de plus en plus visible ;
3. Le mélange des pics pour n'en former plus qu'un seul ; il s'agit de la température de coalescence, que l'on peut utiliser pour déterminer l'énergie de rotation ;
4. L'affinement des pics parce que l'échange devient très rapide au niveau de la RMN.